# Hundred Year Hall
Hundred Year Hall je koncertní dvojalbum americké rockové skupiny Grateful Dead, vydané v roce 1995. Album skupina nahrála 26. dubna 1972 ve Frankfurtu v západním Německu. Jedná se o první album vydané po smrti frontmana skupiny, Jerry Garcia totiž zemřel 9. srpna 1995.

## Seznam skladeb
| Disk 1 | Disk 1                          | Disk 1                       | Disk 1 |
| Pořadí | Název                           | Autor                        | Délka  |
| ------ | ------------------------------- | ---------------------------- | ------ |
| 1.     | Bertha                          | Jerry Garcia, Robert Hunter  | 5:41   |
| 2.     | Me and My Uncle                 | John Phillips                | 3:05   |
| 3.     | Next Time You See Me            | Earl Forest, William Harvey  | 4:15   |
| 4.     | China Cat Sunflower             | Garcia, Hunter               | 5:14   |
| 5.     | I Know You Rider                | trad., arr. Grateful Dead    | 5:14   |
| 6.     | Jack Straw                      | Bob Weir, Hunter             | 4:47   |
| 7.     | Big Railroad Blues              | Noah Lewis                   | 3:54   |
| 8.     | Playing in the Band             | Weir, Mickey Hart, Hunter    | 9:17   |
| 9.     | Turn On Your Love Light         | Deadric Malone, Joseph Scott | 19:13  |
| 10.    | Goin' Down the Road Feelin' Bad | trad., arr. Grateful Dead    | 7:32   |
| 11.    | One More Saturday Night         | Weir                         | 4:44   |

| Disk 2 | Disk 2         | Disk 2                          | Disk 2 |
| Pořadí | Název          | Autor                           | Délka  |
| ------ | -------------- | ------------------------------- | ------ |
| 1.     | Truckin'       | Garcia, Weir, Phil Lesh, Hunter | 17:45  |
| 2.     | The Other One  | Weir, Kreutzman                 | 36:29  |
| 3.     | Comes a Time   | Garcia, Hunter                  | 6:45   |
| 4.     | Sugar Magnolia | Weir, Hunter                    | 7:23   |

## Sestava
- Jerry Garcia - sólová kytara, zpěv
- Bob Weir - rytmická kytara, zpěv
- Phil Lesh - basová kytara, zpěv
- Ron „Pigpen“ McKernan - harmonika, zpěv
- Keith Godchaux - piáno
- Donna Godchaux - zpěv
- Bill Kreutzman - bicí